# 緬甸虎棋
緬甸虎棋（Tygri），是流行於緬甸地區老虎棋類。

## 棋具
- 棋盤為四橫四豎的橫縱線交叉，共十六個棋點。

- 分為兩方：牛方、虎方。
  - 牛方：有十一枚稱為羊的棋子。
  - 虎方：有三枚稱為虎的棋子。

## 規則
- 棋子皆放在棋點。

- 对弈过程分弈过程分兩步驟：放子、走子。
  - 放子：依次将己棋放在任意空棋點，牛方先行。第一、二、三回合，牛方分別放四、四、三子，虎方皆放一子。
  - 走子：若兩方都已將手上的棋子放完，輪流移動一枚己棋，牛方先行。
    - 牛方能沿線到空鄰點。
    - 虎方能選擇以下兩種行動之一：
      - 移子：能沿線到空鄰點。
      - 吃子：沿線跳過一枚鄰點的羊棋子落到同方向的緊連空點，然後把被跳過的敵棋移出棋盤不再使用，不可連跳吃。

- 虎方以減牛棋子四枚獲勝。牛方以讓所有虎棋不能移動獲勝[1]。